# Bikang
Bikang is een bestuurslaag in het regentschap Bangka Selatan van de provincie Bangka-Belitung, Indonesië. Bikang telt 1352 inwoners (volkstelling 2010).